# 民族称呼
民族称呼是应用于特定族群的名称。民族称呼可分为两类：外名（其民族称呼由另一群体创造）和本名或内名（其称呼由民族本身创造和使用）。